# 阿摩昼经
《阿摩昼经》，南传上座部佛教《巴利文大藏经》中的长部第三部经。该经中主要阐述佛陀对种姓制度的批判。

## 概述
该经共分两章。讲述佛陀在乔萨罗时，婆罗门人阿摩昼遵照其师沸伽罗娑罗的吩咐，前来观察佛陀是否具有三十二大人相。其见到佛陀时，傲慢无礼并指责佛陀出身卑下，不敬重婆罗门。佛陀于是询问阿摩昼的出身，指出阿摩昼祖先是干诃。佛陀告诉阿摩昼，释迦族祖先锇迦格王为了让宠妃的儿子继承王位，放逐四个年长的儿子。这四兄弟在雪山附近的释迦树下，为了保持种姓纯洁，兄弟姐妹结为配偶，史称释迦族。然而，阿摩昼的祖先干诃为誐迦格王的一个婢女所生。阿摩昼听后感到羞愧，沉默不语。而佛陀安慰其曰：干诃是仙人，凭借法力求得誐迦格王的公主为妻。佛陀进而向其说明种姓中，刹帝利是最优秀的；而在一切人和神中，知识和德行圆满者才是最优秀。此后，阿摩昼询问同佛陀什么为知识和德行。佛陀解释道，其与婚嫁、出身与种姓无关。首先摆脱对其的束缚，实现戒定慧。此后师徒两人看到佛陀的三十二大人相后，表示愿意皈依三宝，成为优婆塞。
该佛经在汉传佛教的《大正新修大藏经》对应经典有《長阿含經·阿摩晝經》(第1部第82卷)、《佛開解梵志阿颰經》(第1部第259a卷)。